# Астара (Азербайджан)
Астара (азерб. Astara) — місто, центр Астаринського району Азербайджану. 16,8 тис. ж. (2010). 
Розташований на крайньому південному сході Азербайджана, на лівому березі річки Астара (Астарачай) при впадінні її в Каспійське море. По річці проходить державний кордон з Іраном. За 3 км від міста знаходиться залізнична станція Астара. На правому березі річки розташоване іранське місто Астара. Порт на узбережжі Каспійського моря. 

## Історія
Астаринська волость Талишського ханства була розділена на дві частини на умовах Гюлистанський мирний договір від 5 листопада 1813 р. Передмістя Гом міста Астара на північ від прикордонної річки Астара перейшло до Російської імперії, утворивши ще одне місто Астара. 

## Клімат
Місто знаходиться у зоні, котра характеризується середземноморським кліматом. Найтепліший місяць — липень із середньою температурою 25.5 °C (77.9 °F). Найхолодніший місяць — січень, із середньою температурою 5 °С (41 °F).
| Клімат Астари           | Клімат Астари | Клімат Астари | Клімат Астари | Клімат Астари | Клімат Астари | Клімат Астари | Клімат Астари | Клімат Астари | Клімат Астари | Клімат Астари | Клімат Астари | Клімат Астари | Клімат Астари |
| Показник                | Січ.          | Лют.          | Бер.          | Квіт.         | Трав.         | Черв.         | Лип.          | Серп.         | Вер.          | Жовт.         | Лист.         | Груд.         | Рік           |
| Середня температура, °C | 5             | 5,1           | 7,8           | 13,2          | 18            | 22,8          | 25,5          | 24,9          | 21,9          | 16,7          | 11,6          | 7,6           | 15            |
| Норма опадів, мм        | 88.8          | 87.9          | 95.8          | 52.3          | 52.5          | 34.4          | 31.6          | 63.8          | 180.2         | 271.5         | 164.6         | 105.9         | 1229.3        |
| Днів з опадами          | 9,5           | 9,4           | 11,9          | 7,6           | 8,3           | 4             | 3             | 5,1           | 8,8           | 13,7          | 11,2          | 9,3           | 101,8         |
| Вологість повітря, %    | 80.9          | 82.7          | 83.2          | 77.4          | 77.9          | 71.7          | 65.8          | 70.5          | 75.5          | 81.3          | 81.1          | 76.9          | 77.1          |
| ----------------------- | ------------- | ------------- | ------------- | ------------- | ------------- | ------------- | ------------- | ------------- | ------------- | ------------- | ------------- | ------------- | ------------- |
| Джерело: Weatherbase    |               |               |               |               |               |               |               |               |               |               |               |               |               |

## Економіка
Астара — один з центрів рисосіяння, субтропічних культур (цитрусові, чай) і шовківництва. Рибальство. Рибозавод. 
В районі — чайна фабрика.

## Фото галерея

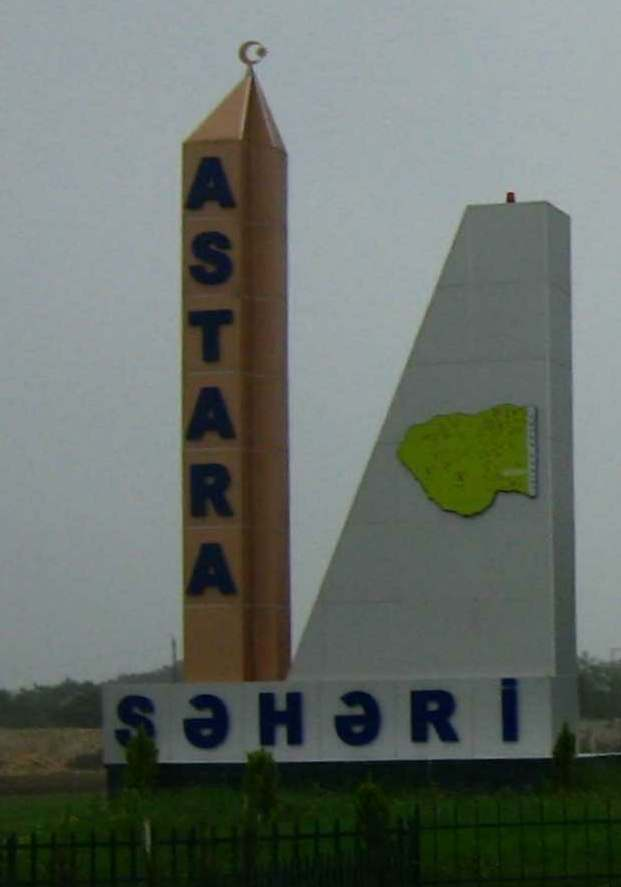
В'їзд в Астару
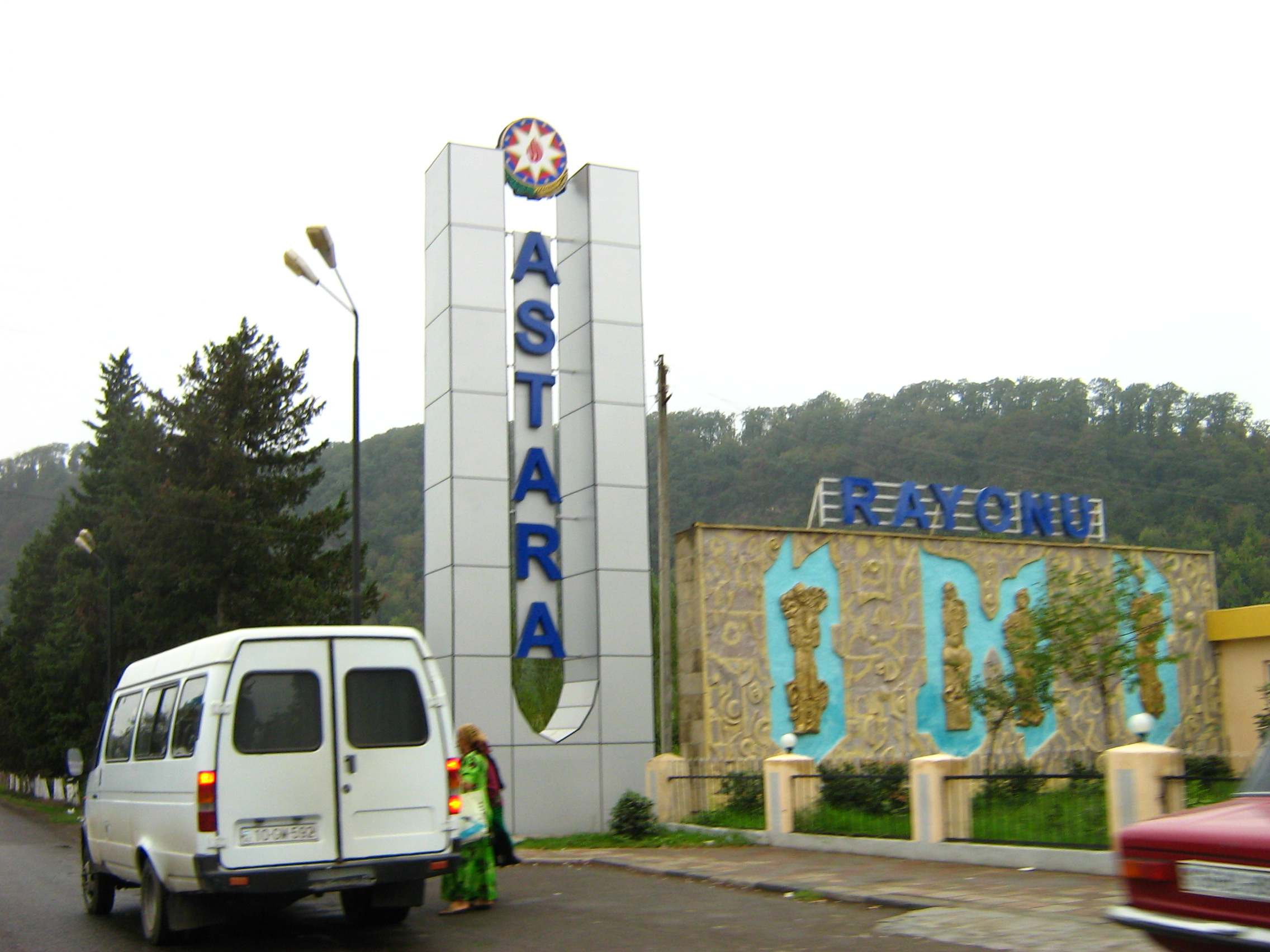
В'їзд в Астаринський район